# Toacris nanlingensis
Toacris nanlingensis är en insektsart som beskrevs av Liu, Zhibin och X.-c. Yin 1988. Toacris nanlingensis ingår i släktet Toacris och familjen gräshoppor. Inga underarter finns listade i Catalogue of Life.